# Predição de genes

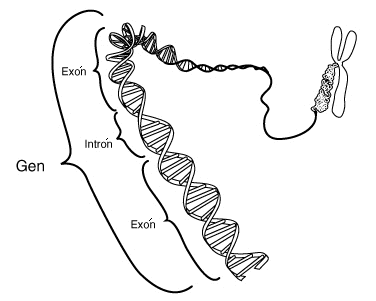
Representação de um gene numa cadeia de ADN. Se modo geral, a predição de genes trata de localizar nas grandes sequências de ADN, e de forma automatizada, as subsequências de nucleótidos que conformam os diferentes genes.

Os mecanismos ou processos de predição de genes (gene prediction em inglês, ou tambiém gene finding, literalmente descobrimento de genes) são aqueles que, dentro da área da biologia computacional, se utilizam para a identificação algorítmica de troços de sequência, usualmente ADN genómico, e que são biologicamente funcionais. Isto, especialmente, inclui os genes codificadores de proteínas, mas também poderia incluir outros elementos funcionais tais como genes ARN e regiões reguladoras. A identificação de genes é um dos primeiros e mais importantes passos para entender o genoma de uma espécie uma vez tenha sido sequenciado.
A  predição gênica dita de novo é um método  em que são utilizadas apenas sequencias de um ou mais genomas, não sendo utilizado para tanto, nenhuma sequencia derivada de RNA ou proteínas. 